# Mark R. Brawley
Mark Randal Brawley (* 9. Oktober 1960 in  Tulsa) ist ein US-amerikanischer Politik- und Wirtschaftswissenschaftler mit dem Schwerpunkt Internationale Politische Ökonomie. Er ist Professor an der englischsprachigen McGill-Universität im kanadischen Montreal.

## Leben
Brawley legte 1982 das Bachelor-Examen für Politische Ökonomie an der Universität Berkeley (UCLA) ab, 1985 das Master-Examen für Politikwissenschaft an der Universität Los Angeles (UCLA), wo er 1989 als Politikwissenschaftler zum Ph.D. promoviert wurde. Anschließend war er erst Assistant Professor und dann Associate Professor an der McGill-Universität in Montreal und wirkte 2000/2001 als Gastprofessor an der Harvard-Universität. Seit 2001 ist er Professor an der McGill-Universität.
Brawley steht mit seiner Interpretation der Hegemonietheorie in der Tradition von Paul Kennedy und Robert Gilpin. Hegemoniale Stabilität misst er an der inneren Stabilität von Staaten, die für deren außenpolitische Handlungen verantwortlich seien.

## Schriften (Auswahl)
- Liberal leadership. Great powers and their challengers in peace and war. Cornell University Press, Ithaca 1993, ISBN 0801428084.
- Afterglow or adjustment? Domestic institutions and responses to overstretch. Columbia University Press, New York 1999, ISBN 0231113269.
- The politics of globalization. Gaining perspective, assessing consequences. Broadview Press, New York 2003, ISBN 1551112809.
- Political economy and grand strategy. A neoclassical realist view. Routledge, New York/London 2010, ISBN 9780415493673.